# 1784 au Nouveau-Brunswick
Chronologie du Nouveau-Brunswick
- 1780
- 1781
- 1782
- 1783
- 1784
- 1785
- 1786
- 1787
- 1788

Cette page concerne des événements d'actualité qui se sont produits durant l'année 1784 dans la colonie du Nouveau-Brunswick.

## Événements
- Création de la Bibliothèque de l'Assemblée législative du Nouveau-Brunswick.
- Création de la Cour d'appel du Nouveau-Brunswick à Fredericton. George Duncan devient le premier juge de ce tribunal.
- Création du Comté de Northumberland.
- Fondation de la ville Hampton par les loyalistes.
- 16 août : Création de la colonie du Nouveau-Brunswick